# 관세 할당 제도
관세 할당 제도(關稅割當制度, tariff-rate quota, TRQ)는 무역 정책의 일환으로 수입물량으로부터 자국 상품을 보호하기 위한 대표적인 비관세 조치이다.
사실 TRQ는 두 정책 기조를 수입에 맞추어 합친 이중관세 정책으로 수입 물량과 관세에 대한 정책을 합쳐 놓은 것이다. 정해 놓은 수입물량까지는 관세를 거의 부과하지 않지만 할당량이 초과되면 훨씬 세율이 높아지는 것이다.
1995년 우루과이 라운드의 일환으로 세계무역기구는 농산품에 있어 TRQ 적용을 금지시켰다. 하지만 간단한 관세 적용 하에는 관례적으로 허용된다.
대한민국 정부는 미국 정부와 한미 FTA 체결 중 이 조항을 적용하여 감귤 시장을 보호하고자 미국산 오렌지 수입량을 연간 2,500톤으로 제한했다.
2005년 미국의 경우 낙농우 품목, 쇠고기, 면화, 올리브, 땅콩, 설탕, 설탕 포함 제품 및 담배에 대해 TRQ적용을 일부 시작했으며 2002년에는 철강 제품에 적용했다.

## 같이 보기
- FTA